# PEX12
PEX12‏ (Peroxisomal biogenesis factor 12) هوَ بروتين يُشَفر بواسطة جين PEX12 في الإنسان.